# Saint-Germain-Chassenay
Pour les articles homonymes, voir Saint-Germain.
Saint-Germain-Chassenay est une commune française située dans le département de la Nièvre, en région Bourgogne-Franche-Comté.

## Géographie

### Climat
Pour des articles plus généraux, voir Climat de la Bourgogne-Franche-Comté et Climat de la Nièvre.
En 2010, le climat de la commune est de type climat océanique dégradé des plaines du Centre et du Nord, selon une étude du Centre national de la recherche scientifique s'appuyant sur une série de données couvrant la période 1971-2000. En 2020, Météo-France publie une typologie des climats de la France métropolitaine dans laquelle la commune est exposée à un climat océanique altéré et est dans la région climatique  Centre et contreforts nord du Massif Central, caractérisée par un air sec en été et un bon ensoleillement. 
Pour la période 1971-2000, la température annuelle moyenne est de 11,2 °C, avec une amplitude thermique annuelle de 16,1 °C. Le cumul annuel moyen de précipitations est de 832 mm, avec 11,8 jours de précipitations en janvier et 7,6 jours en juillet. Pour la période 1991-2020, la température moyenne annuelle observée sur la station météorologique de Météo-France la plus proche, « Yzeure », sur la commune d'Yzeure à 23 km à vol d'oiseau, est de 11,9 °C et le cumul annuel moyen de précipitations est de 795,7 mm. 
La température maximale relevée sur cette station est de 43,2 °C, atteinte le 25 juillet 2019 ; la température minimale est de −21 °C, atteinte le 9 janvier 1985,,. 
Les paramètres climatiques de la commune ont été estimés pour le milieu du siècle (2041-2070) selon différents scénarios d'émission de gaz à effet de serre à partir des nouvelles projections climatiques de référence DRIAS-2020. Ils sont consultables sur un site dédié publié par Météo-France en novembre 2022.

## Urbanisme

### Typologie
Au 1er janvier 2024, Saint-Germain-Chassenay est catégorisée commune rurale à habitat dispersé, selon la nouvelle grille communale de densité à sept niveaux définie par l'Insee en 2022.
Elle est située hors unité urbaine. Par ailleurs la commune fait partie de l'aire d'attraction de Decize, dont elle est une commune de la couronne,. Cette aire, qui regroupe 13 communes, est catégorisée dans les aires de moins de 50 000 habitants,.

### Occupation des sols
L'occupation des sols de la commune, telle qu'elle ressort de la base de données européenne d’occupation biophysique des sols Corine Land Cover (CLC), est marquée par l'importance des territoires agricoles (72,5 % en 2018), une proportion sensiblement équivalente à celle de 1990 (72,3 %). La répartition détaillée en 2018 est la suivante : prairies (51,4 %), forêts (25,9 %), terres arables (20,1 %), zones urbanisées (1,6 %), zones agricoles hétérogènes (1 %). L'évolution de l’occupation des sols de la commune et de ses infrastructures peut être observée sur les différentes représentations cartographiques du territoire : la carte de Cassini (XVIIIe siècle), la carte d'état-major (1820-1866) et les cartes ou photos aériennes de l'IGN pour la période actuelle (1950 à aujourd'hui).

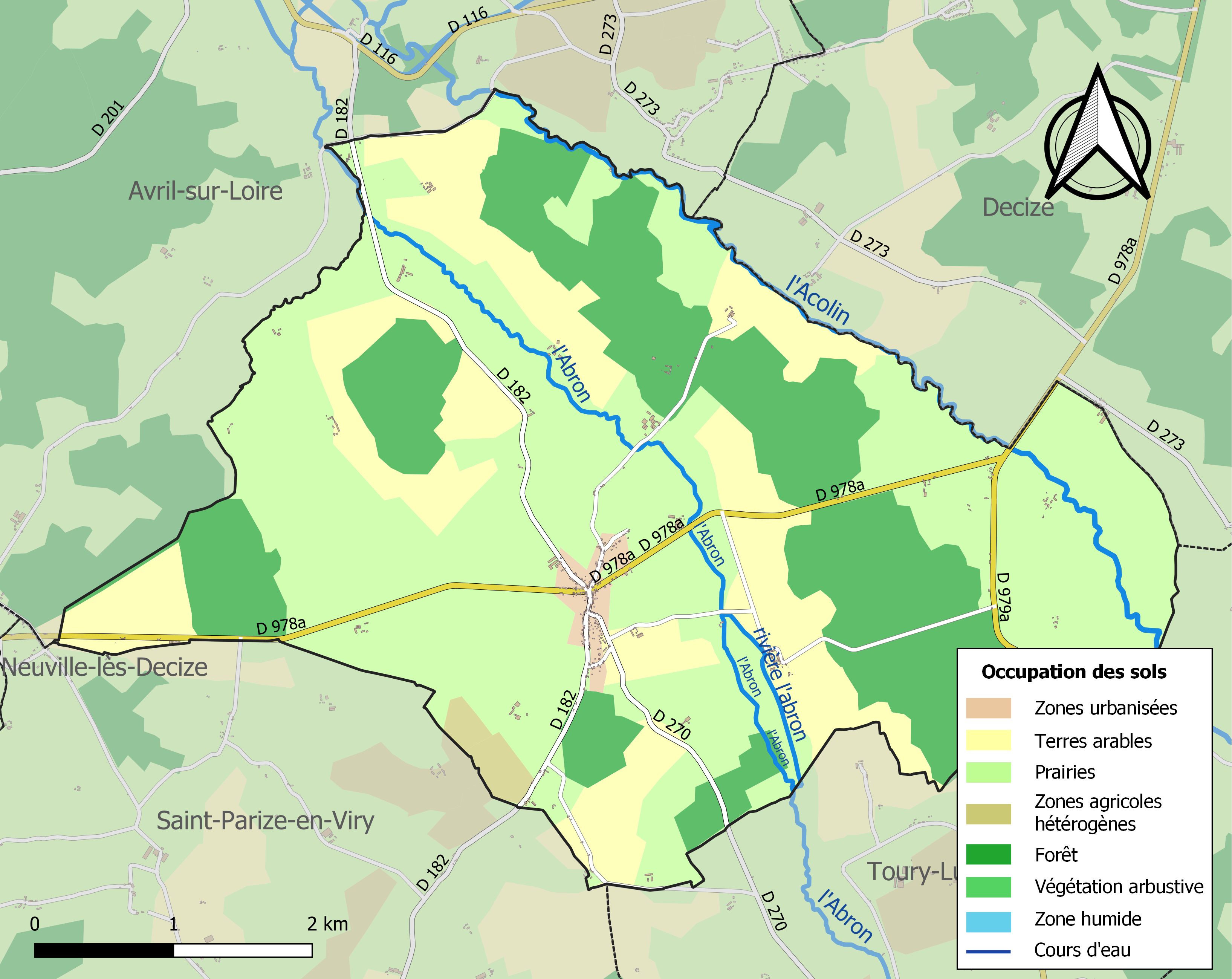
Carte des infrastructures et de l'occupation des sols de la commune en 2018 (CLC).

## Histoire
En décembre 1367, Le Bour Camus, un des chefs routiers les plus infâmes, fut capturé dans le château de Beauvoir par les gens du duc de Bourbon.
La commune actuelle est issue de la réunion, en 1830, des communes de Saint-Germain-de-Viry et de Chassenay ; la première porta provisoirement, au cours de la période révolutionnaire de la Convention nationale (1792-1795), le nom de Viry-la-Montagne.

## Politique et administration
| Période                                  | Période               | Identité         | Étiquette | Qualité                          |
| ---------------------------------------- | --------------------- | ---------------- | --------- | -------------------------------- |
| mars 1983                                | mars 1989             | Raymond Marceau  |           |                                  |
| mars 1989                                | juin 1995             | Raymond Marceau  |           |                                  |
| juin 1995                                | mars 2001             | François Mancion |           |                                  |
| mars 2001                                | mars 2008             | Michel Cassin    |           | Agriculteur                      |
| mars 2008                                | 3 mars 2012 ( décès ) | Michel Cassin    |           | Agriculteur                      |
| mars 2012                                | mars 2014             | François Schwarz |           | Ouvrier maintenance industrielle |
| mars 2014                                | 27 mai 2020           | François Schwarz |           | Ouvrier maintenance industrielle |
| 27 mai 2020                              | en cours              | François Schwarz |           | Retraité                         |
| Les données manquantes sont à compléter. |                       |                  |           |                                  |

## Démographie
L'évolution du nombre d'habitants est connue à travers les recensements de la population effectués dans la commune depuis 1793. Pour les communes de moins de 10 000 habitants, une enquête de recensement portant sur toute la population est réalisée tous les cinq ans, les populations de référence des années intermédiaires étant quant à elles estimées par interpolation ou extrapolation. Pour la commune, le premier recensement exhaustif entrant dans le cadre du nouveau dispositif a été réalisé en 2006.

En 2022, la commune comptait 309 habitants, en évolution de −5,79 % par rapport à 2016 (Nièvre : −3,28 %, France hors Mayotte : +2,11 %).
| 1793 | 1800 | 1806 | 1821 | 1831 | 1836 | 1841 | 1846 | 1851 |
| ---- | ---- | ---- | ---- | ---- | ---- | ---- | ---- | ---- |
| 300  | 282  | 266  | 309  | 468  | 464  | 547  | 542  | 570  |

| 1856 | 1861 | 1866 | 1872 | 1876 | 1881 | 1886 | 1891 | 1896 |
| ---- | ---- | ---- | ---- | ---- | ---- | ---- | ---- | ---- |
| 570  | 562  | 636  | 590  | 677  | 688  | 673  | 625  | 611  |

| 1901 | 1906 | 1911 | 1921 | 1926 | 1931 | 1936 | 1946 | 1954 |
| ---- | ---- | ---- | ---- | ---- | ---- | ---- | ---- | ---- |
| 584  | 560  | 543  | 461  | 426  | 411  | 410  | 431  | 407  |

| 1962 | 1968 | 1975 | 1982 | 1990 | 1999 | 2006 | 2011 | 2016 |
| ---- | ---- | ---- | ---- | ---- | ---- | ---- | ---- | ---- |
| 424  | 382  | 368  | 372  | 373  | 357  | 369  | 345  | 328  |

| 2021 | 2022 | - | - | - | - | - | - | - |
| ---- | ---- | - | - | - | - | - | - | - |
| 311  | 309  | - | - | - | - | - | - | - |

## Lieux et monuments

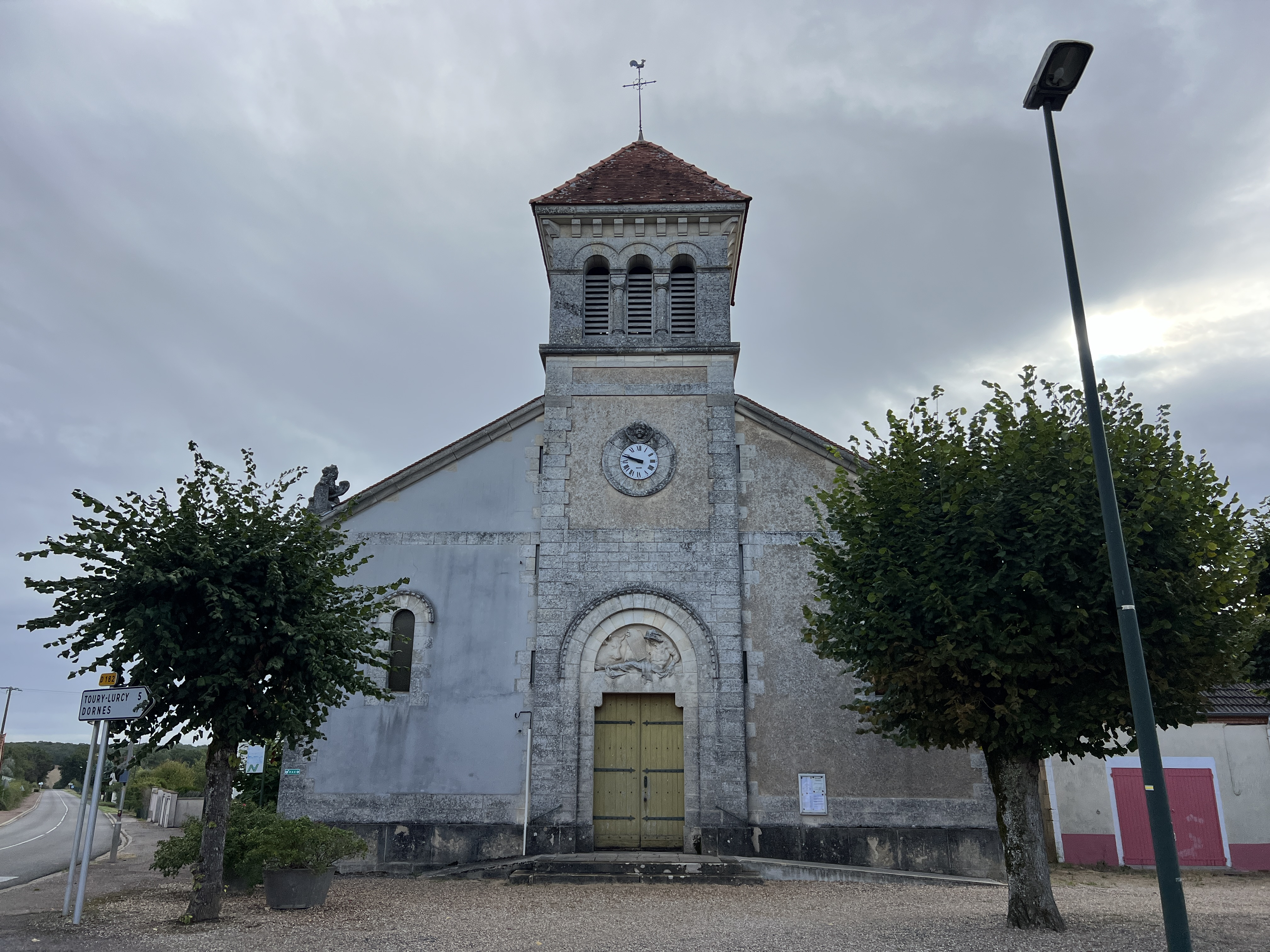
L'église.

- Château de Beauvoir.

## Personnalités liées à la commune
Alexandre Rouet, né le 23 octobre 1809, Dornes, Nièvre, décédé le 1er mars 1882, Paris X (à l'âge de 72 ans), propriétaire cultivateur, négociant à Paris, conseiller général de la Nièvre, député d'extrême gauche de la Nièvre.